# ماريو ماغنوزي
ماريو ماغنوزي (Mario Magnozzi) ، (ليفورنو، 20 مارس 1902 - ليفورنو، 25 يونيو 1971) لاعب كرة قدم مهاجم و مدرب كرة قدم إيطالي . بدأ مسيرته كلاعب كرة قدم في
نادي ليفورنو ، و انتقل عام 1930 إلى نادي إيه سي ميلان و لعب 97 مباراة من عام 1930 إلى عام 1933 ، ثم رجع مرة أخرى إلى نادي ليفورنو و لعب لموسمين قبل أن يعتزل في عام 1935 ،و اتجه بعدها للتدريب فدرب إيه سي ميلان من 1941 إلى 1943. و توفي عام 1971.

## وصلات خارجية
- ماريو ماغنوزي على موقع قاعدة بيانات كرة القدم.إي يو (الإنجليزية)
- ماريو ماغنوزي على موقع ناشيونال فوتبول تيمز (الإنجليزية)
- ماريو ماغنوزي على موقع عالم كرة القدم.نت (الإنجليزية)
- ماريو ماغنوزي على موقع اللجنة الأولمبية الدولية (الإنجليزية)
- ماريو ماغنوزي على موقع أوليمبيديا (الإنجليزية)
- ماريو ماغنوزي على موقع اللجنة الأولمبية الإيطالية (الإيطالية)